# Мануел Сантана
Мануел Мартинез Сантана (шп. Manuel Martínez Santana; Мадрид, 10. мај 1938 — Марбеља, 11. децембар 2021) био је шпански тенисер.

## Каријера
Познат по освајању гренд слем турнира 1960-их (два пута Ролан Гарос), захваљујући чему је постао један од највећих спортских хероја своје земље. Сматра се једним од најзаслужнијих за почетну популарност тениса у Шпанији.
Одрастао је у сиромашној породици и као дете је зарађивао сакупљајући лоптице у тениском клубу Веласкез. Један од чланова клуба је препознао његов таленат и омогућио му школовање и тренирање. Сантанин први успех је било освајање првенства Шпаније, а након тога је следила сјајна каријера у којој је до повлачења 1970. освојио преко 72 титуле. Највише захваљујући њему је Шпанија 1965. победила САД у Дејвис купу, због чега га је лично похвалио тадашњи шпански вођа Франциско Франко.
Познат је као први тенисер који је изјавио да је „трава за краве“, алудирајући на траву тениског терена Вимблдона, и то непосредно пре него што је тамо 1966. освојио титулу. Касније је ту његову изјаву поновио чехословачки тенисер Иван Лендл.
Освојио је још Првенство САД 1965. године.

## Приватан живот
Маноло Сантана се женио три пута, за Марију Фернанду Гонзалез-Допесо, имају троје деце (Мануел, Беатрис и Борха). Такође је оженио новинарку Милу Хименез, са којом има ћерку Албу. И трећи брак је био са Оти Гланзелијус.
Преминуо је 11. децембра 2021. године у Марбељи.

## Гренд слем финала

### Појединачно — победе 4
| Исход  | Година | Турнир        | Подлога | Противник          | Резултат                |
| Победа | 1961   | Ролан Гарос   | Шљака   | Никола Пјетранђели | 4–6, 6–1, 3–6, 6–0, 6–2 |
| Победа | 1964   | Ролан Гарос   | Шљака   | Никола Пјетранђели | 6–3, 6–1, 4–6, 7–5      |
| Победа | 1965.  | Првенство САД | Трава   | Клиф Дрисдејл      | 6–2, 7–9, 7–5, 6–1      |
| Победа | 1966.  | Вимблдон      | Трава   | Денис Ролстон      | 6–4, 11–9, 6–4          |